# The Battle Hymn of the Republic (pel·lícula)
The Battle Hymn of the Republic és una pel·lícula muda de la Vitagraph d'una sola bobina dirigit per Laurence Trimble protagonitzada per Maurice Costello i Ralph Ince. Està basada en un guió de Beta Breuil sobre la història de la creació de l'himne patriòtic The Battle Hymn of the Republic de Julia Ward Howe. La pel·lícula es va estrenar el 30 de juny de 1911 per aprofitar que faltava molt poc pel 4 de juliol, festa nacional dels Estats Units. La pel·lícula es va reestrenar el 1917 en entrar els Estats Units en la Primera Guerra Mundial.

## Argument
Al principi de la Guerra Civil Americana el president Lincoln es mostra molt desanimat davant la manca d'entusiasme i la tardança de la gent a atendre la crida de voluntaris per a l'exèrcit de la Unió. La senyora Howe, en parlar-ne amb el president, veu molt clara la necessitat d'estimular el poble a que reconegui la causa dels unionistes. L'assumpte li pesa tant que no pot pensar en res més. Està tan obsessionada amb el tema que una nit es desperta i escriu la lletra d'un himne.
La pel·lícula ens descriu l'himne il·lustrant el significat de les diferents estrofes del poema en els quadres al·legòrics i amb visions retrospectives del món des de les edats més primerenques. L'himne es publica arreu i immediatament la gent s'uneix de manera entusiasta a la causa de la llibertat. El president Lincoln expressa la seva gratitud i la de la nació a Julia Ward Howe.

## Repartiment
Només es referencien aquells actors que no consten a la entrada de IMDb.
- Ralph Ince (Abraham Lincoln)
- Maurice Costello (Jesucrist/ Sidney Carton)
- Julia Swayne Gordon (Julia Ward Howe)
- Edith Storey (la Verge Maria)[2]
- Anita Stewart (àngel)
- Alec B. Francis[7]
- Norma Talmadge[8] (àngel)
- Mabel Normand[8] (àngel)
- Lillian Walker[8] (àngel)
- John Bunny[8] (Neró)
- Mary Maurice (la víuda)
- Edward Thomas (Tolstoi)
- James Morrison